# Патрульные корабли типа «Гуайкери»
Патрульные корабли типа «Гуайкери» — тип кораблей ВМС Венесуэлы. Построены по испанскому проекту Avante 2200. В некоторых источниках именуются как тип POVZEE (исп. Patrullero Oceánico de Vigilancia de la Zona Económica Exclusiva) и классифицируются как корветы. Всего построено 4 корабля. Стоимость программы составила 2,3 млрд долларов США, это учитывая строительство кораблей проекта Avante 1400.

## Представители серии
| Название  | Верфь    | Боевой номер | Закладка         | Спуск на воду | Ввод в состав флота | Текущий статус |
| --------- | -------- | ------------ | ---------------- | ------------- | ------------------- | -------------- |
| Guaiquerí | Navantia | PC-21        | 11 сентября 2008 | 24 июня 2009  | 14 апреля 2011      | В строю        |
| Warao     | Navantia | PC-22        | 12 мая 2009      | 3 ноября 2009 | август 2011         | В строю        |
| Yekuana   | Navantia | PC-23        | 22 сентября 2009 | 1 марта 2010  | 9 декабря 2011      | В строю        |
| Kariña    | Navantia | PC-24        | 17 февраля 2010  |               | 24 апреля 2012      | В строю        |